# Cremonbrücke
Die Cremonbrücke war eine Fußgängerbrücke über die Willy-Brandt-Straße in Hamburg-Altstadt. Sie führte in Verlängerung des Kleinen Burstah vom Hopfenmarkt zur Holzbrücke und zur Deichstraße und verband so die südliche Altstadt mit dem Stadtzentrum. Benannt war sie nach der früheren Elbinsel Cremon. 
Die Brücke wurde von der südlich der damaligen Ost-West-Straße gelegenen Bundesbank gestiftet und stellte eine der wenigen ampelfreien Querungen dieser vielbefahrenen Straße dar. Der Entwurf wurde von PSP Architekten (Pysall, Stahrenberg & Partner) als Sprengwerk in Stahlbauweise angelegt. Die Brücke wurde 1982 eingeweiht. Auffällig war die markante blaue Farbgebung sowie die extravagante Form mit einem segelartigen Pylon und auslegenden hexagonalen Treppenbauwerken.
2019 wurde trotz Bedenken von Denkmalschützern der Abriss der Brücke beschlossen, da sich die Rolltreppenanlagen der Brücke als wartungsintensiv erwiesen hatten und zudem die von der Brücke beanspruchte Fläche teilweise für Neubauten von Gebäuden genutzt werden soll. Im Oktober 2021 wurde sie endgültig abgerissen. 

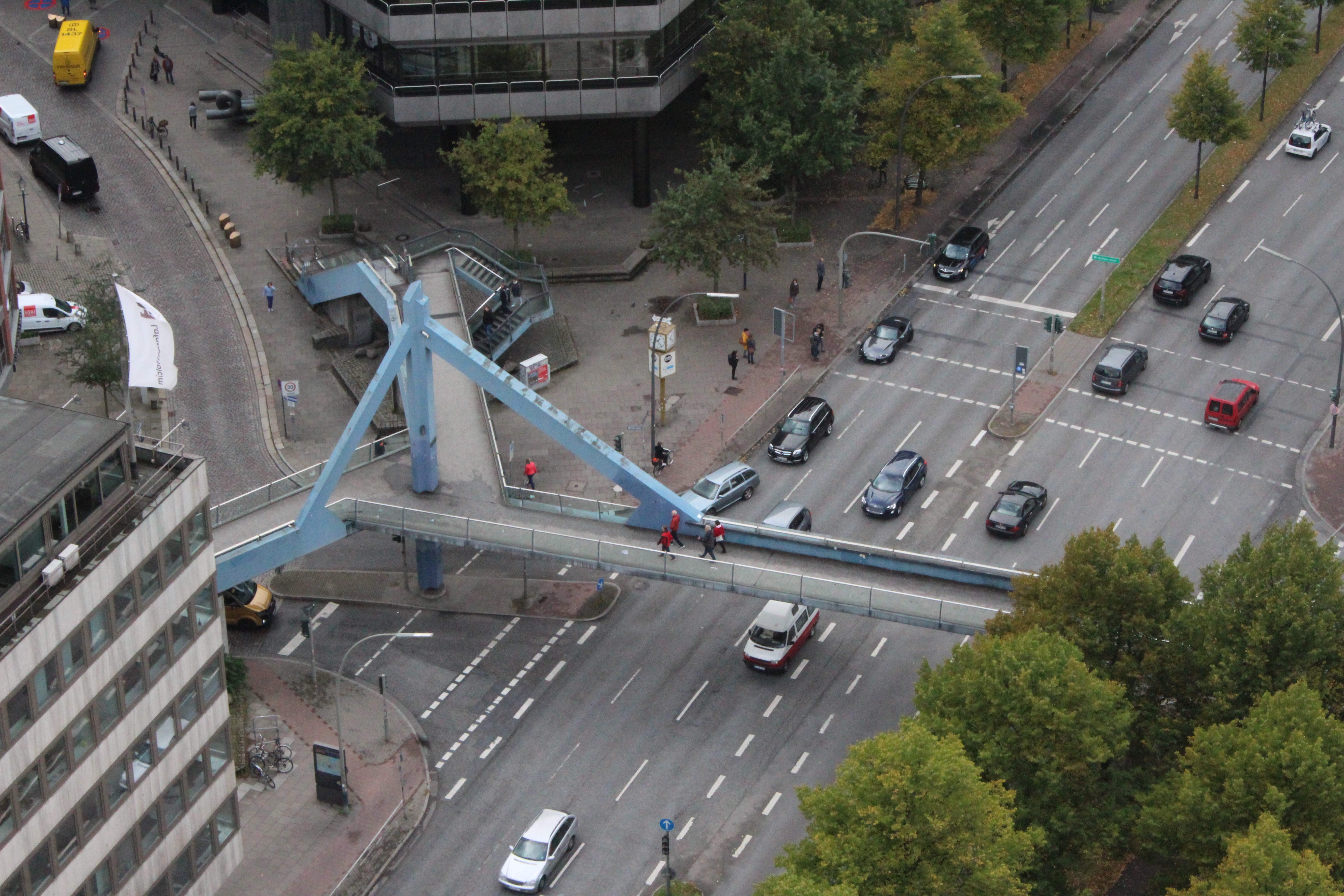
Luftaufnahme 2020
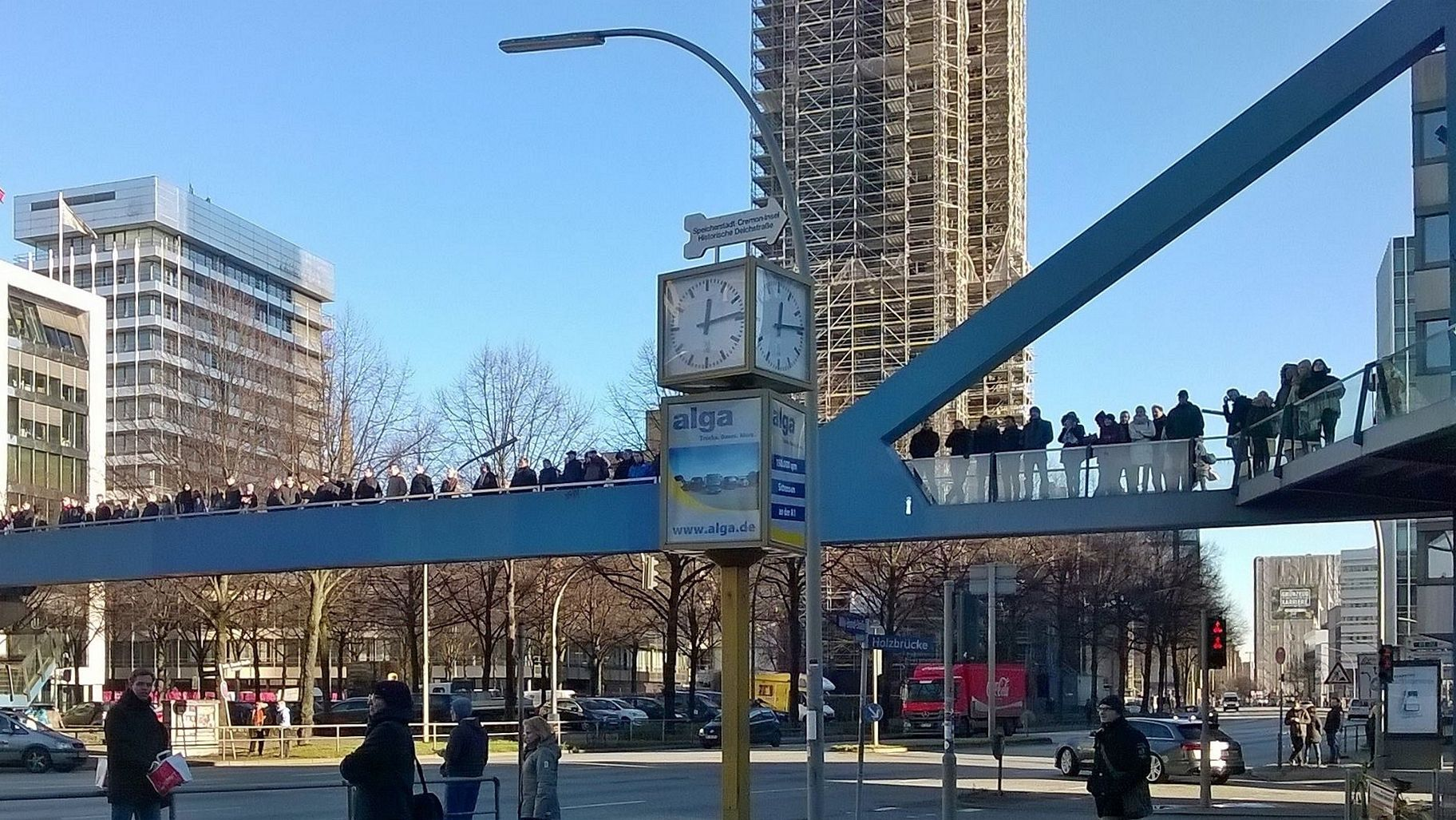
Besucherandrang beim Staatsakt für Helmut Schmidt 2015
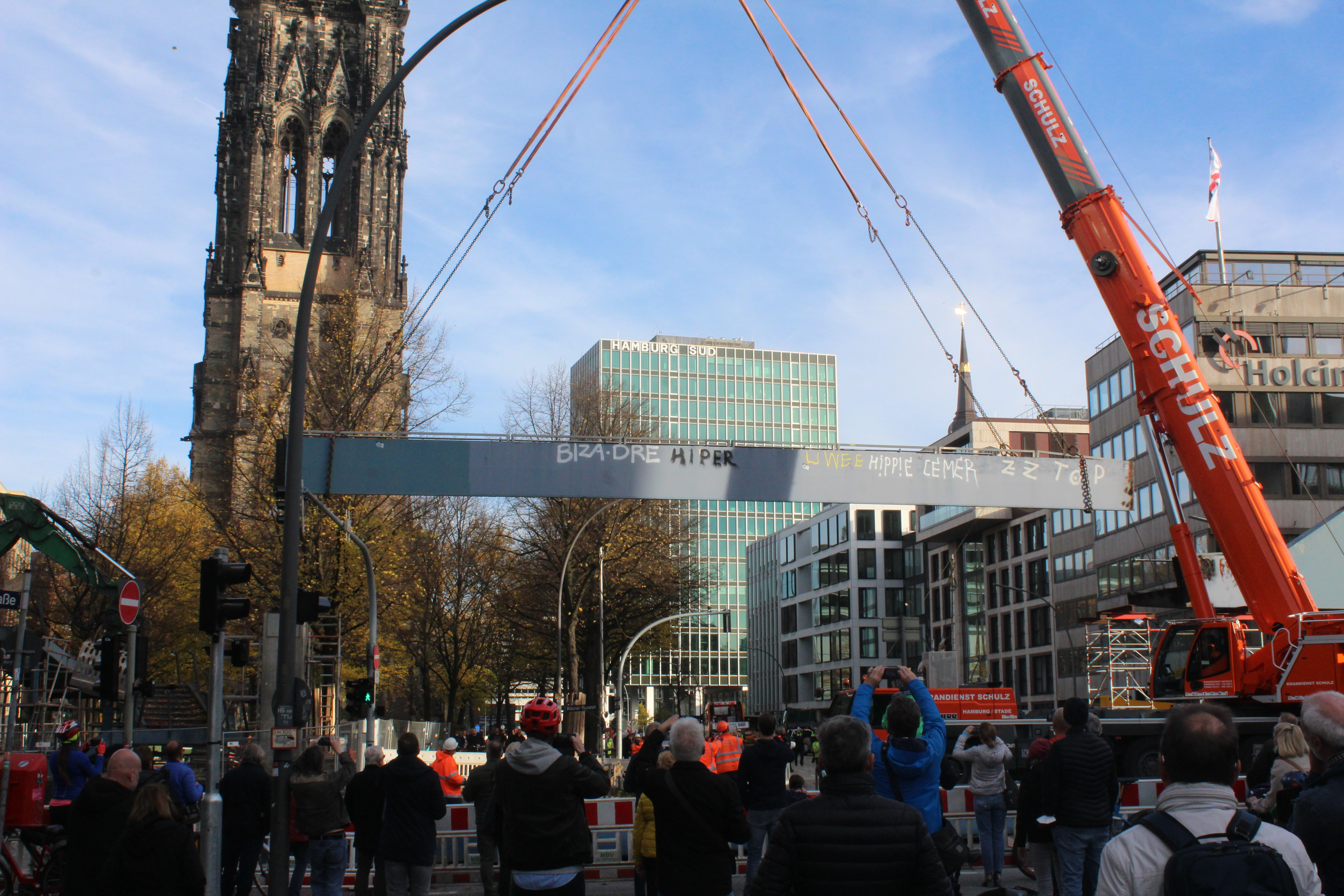
Abriss der Brücke 2021